# Ekbergsparken
Ekbergsparken este o arie protejată (arie specială de conservare — SAC, sit de importanță comunitară — SCI) din Suedia întinsă pe o suprafață de 16,9 ha, integral pe uscat.

## Localizare
Centrul sitului Ekbergsparken este situat la coordonatele 58°01′29″N 14°57′41″E / 58.0246°N 14.9614°E.

## Înființare
Situl Ekbergsparken a fost declarat sit de importanță comunitară în aprilie 2004 pentru a proteja 1 specie de animale. Situl a fost protejat și ca arie specială de conservare în martie 2011.

## Biodiversitate
Situată în ecoregiunea boreală, aria protejată conține 2 habitate naturale: Păduri de stejar sau de stejar și carpen sub-atlantice și medio-europene de Carpinion betuli, Păduri acidofile de stejar bătrân cu Quercus robur pe câmpii nisipoase.
La baza desemnării sitului se află o specie protejată de  nevertebrate: Osmoderma eremita.